# 113 Eskadra Myśliwska Nocna
113 eskadra myśliwska nocna – doświadczalny pododdział lotnictwa myśliwskiego Wojska Polskiego w II Rzeczypospolitej.
Godłem eskadry był:
- biały grot na tle czerwonego kwadratu z białą obwódką na samolotach Breguet XIX;
- czerwono-czarny „Ikar” na tle pełni księżyca na samolotach Potez XXV

## Formowanie i szkolenie
113 eskadra myśliwska nocna powołana została rozkazem MSWojsk. Dep. Aero. L. 269/tjn. 30 Aer. Og. Org. z 20  lutego 1930. Rozkaz dzienny dowódcy 1 pułku lotniczego nr 149/30 z 2 lipca 1930 zapoczątkował proces formowania. Eskadra podlegała dowódcy II dywizjonu niszczycielskiego nocnego. Sformowanie tej specjalnej jednostki miało charakter doświadczalny i przez cały okres jej istnienia nie wyszło poza sferę doświadczeń.
Początkowym wyposażeniem eskadry było pięć samolotów Breguet XIX B.2 z oprzyrządowaniem przystosowanym do lotów nocnych. Każdy z samolotów był w innym kolorze: niebieski, ciemnobrązowy, czarny, khaki i ciemnozielony. Do eskadry przyjmowano pilotów po kursie nocnego pilotażu oraz pilotów myśliwskich.
W maju 1931 po raz pierwszy klucz 113 eskadry wziął udział w ćwiczeniach OPL w Białej Podlaskiej. Na przełomie sierpnia i września 1932 eskadra uczestniczyła w ćwiczeniach 11 Grupy Artylerii na poligonie Trauguttowo.
W październiku 1932 eskadra wymieniła posiadane Breguety na samoloty Potez XXV.
W dniach 19–20 lipca eskadra współdziałała na ćwiczeniach w okolicach Brześcia z 11 Grupą Artylerii, a we wrześniu w okolicach Grodna operując z lotniska Karolin. 
Rozwój techniki lotniczej wykazywał coraz mniejszą przydatność 113 eskadry nocnej. W wykonaniu rozkazu MSWojsk. L.dz. 2446/tjn. Org. z dn. 7 lipca 1933, sformowany został  IV/1 dywizjon myśliwski w składzie 113 i 114 eskadry. Tym samym rozkazem 113 eskadra myśliwska nocna przekształcona została się w jednostkę zapasową wyposażoną w samoloty Potez XXV B2.
Rozkazem B. Og. Org. MSWojsk. L. 1548/Tjn. Org. z 14 lipca 1934 I wiceminister spraw wojskowych zatwierdził z dniem 1 czerwca 1934 nowy skład osobowy 113 eskadry myśliwskiej nocnej.
W grudniu 1938 została rozwiązana.

## Dowództwo eskadry
- dowódca – kpt. pil. Józef Werakso (2 VII 1930 – XII 1938)
- zastępca dowódcy – por. pil. Władysław Prohazka.
- szef mechaników – st. majster wojsk. Feliks Styk